# Nathan Eccleston
Nathan Geoffrey Junior Eccleston (Manchester, 30 dicembre 1990) è un ex calciatore inglese, di ruolo attaccante.

## Carriera

### Club
Proveniente dalle sue giovanili, debutta con la maglia del Liverpool il 31 ottobre 2009, in Fulham-Liverpool 3-1.
Debutta in Europa League il 29 luglio 2010, nella gara Rabotnički-Liverpool 0-2.

### Nazionale
Ha giocato nella nazionale inglese Under-17.

## Palmarès

### Club

#### Competizioni nazionali
- Coppa di Lega inglese: 1

Liverpool: 2011-2012

#### Competizioni giovanili
- FA Youth Cup: 1

Liverpool: 2006-2007